# Microrégion de Criciúma
La microrégion de Criciúma est l'une des trois microrégions qui subdivisent la région Sud de l'État de Santa Catarina au Brésil.
Elle comporte onze municipalités qui regroupaient 369 366 habitants après le recensement de 2010 pour une superficie totale de 2 091 km2.
Les municipalités de la microrégion furent colonisées par des immigrants italiens et conservent de nombreuses traditions d'origine  italienne, notamment dans l'architecture, la cuisine et la culture de la vigne.
L'économie de la région se caractérise par l'exploitation intense des ressources locales en charbon.

## Municipalités
- Balneário Rincão
- Cocal do Sul
- Criciúma
- Forquilhinha
- Içara
- Lauro Müller
- Morro da Fumaça
- Nova Veneza
- Siderópolis
- Treviso
- Urussanga